# Ștefan Grigorie
Ștefan Costel Grigorie (n. 31 ianuarie 1982, Segarcea, România) este un jucător român de fotbal retras din activitate. A mai jucat la Rapid, Dinamo București, Concordia Chiajna, FC Brașov, Poli Iași, Universitatea Craiova și Apollon Limassol. Evolua pe postul de mijlocaș.

## Palmares

### Club
Dinamo București
- Liga 1: 2003–2004
- Cupa României: 2002–03, 2003–04, 2004–05
- Supercupa României: 2005

Rapid București
- Supercupa României: 2007

## Legături externe
- Profil la RomanianSoccer.ro

1. ↑  Stefan Grigorie, As
2. ↑  Stefan Grigorie, Transfermarkt, accesat în 9 octombrie 2017
3. ↑  „A luat-o în sens invers față de Mirel Rădoi și Nicolae Dică! Cu ce se ocupă acum Ștefan Grigorie, fostul jucător al Rapidului și al lui Dinamo: "E alt drum în viața mea"”, ProSport, 1 martie 2019, accesat în 28 iunie 2019
4. ↑  Ștefan Grigorie s-a înțeles cu Apollon Limasol!, liga2.prosport.ro

https://www.gsp.ro/fotbal/liga-2/rapid-oficial-stefan-grigorie-e-noul-secund-al-rapidului-rotatie-in-trei-cu-nicolae-grigore-si-marian-rada-587985.html